# Jack Page
John G. Page III (Kokura, 18 de enero de 1950 - Gadsden, 14 de diciembre de 2020) fue un político estadounidense que se desempeñó en la Cámara de Representantes de Alabama por el 29° distrito entre 1993 y 2010.

## Biografía
Page nació en Kokura, Japón. Recibió su título de asociado de Gadsden State Community College y su licenciatura de Jacksonville State University. Sirvió en la Infantería de Marina de los Estados Unidos durante la Guerra de Vietnam. Page era profesor, bombero y empresario. Page sirvió en el Ayuntamiento de Gadsden.
Falleció de COVID-19 en Gadsden, Alabama el 14 de diciembre de 2020, durante la pandemia de COVID-19 en Alabama a los 70 años.